# 卡羅爾大學
卡羅爾大學（英語：Carroll University），亦稱卡羅爾學院（英語：Carroll College）是位於美國威斯康星州沃基肖的一所私立文理学院，成立於1846年。2015年《美國新聞與世界報道》在“中西部地區大學”排名中將其列在第41位。